# Associação Social e Esportiva Sada 2023-2024
Questa voce raccoglie le informazioni riguardanti l'Associação Social e Esportiva Sada nella stagione 2023-2024.

## Stagione
L'Associação Social e Esportiva Sada utilizza la denominazione sponsorizzata Sada Cruzeiro Vôlei nella stagione 2023-24.
Partecipa alla Superliga Série A, classificandosi al primo posto in regular season: ai play-off scudetto esce di scena ai quarti di finale, eliminato dal BVC terminando il torneo al quinto posto. Si aggiudica la sua ottava Coppa del Brasile, sbarazzandosi nell'ordine della Norte Catarinense, del Sesi e dell'Índios Guarus; in Supercoppa brasiliana viene invece sconfitto dall'Amigos do Vôlei.
A livello internazionale è di scena al campionato mondiale per club, dove non supera la fase a gironi, classificandosi quinto; mentre al campionato sudamericano per club conquista il suo decimo titolo continentale, grazie al successo in finale sul Ciudad.
In ambito locale si aggiudica il suo quindicesimo Campionato Mineiro.

## Organigramma societario
Area direttiva
- Presidente: Vitório Medioli

Area tecnica
- Allenatore: Filipe Ferraz
- Secondo allenatore: Humberto Martelete
- Assistente allenatore: Gabriel Rodrigues
- Preparatore atletico: Fabio Correia

Area sanitaria
- Fisioterapista: Alysson Zuin

## Rosa
| N° | Nome                | Ruolo | Data di nascita   | Nazionalità sportiva |
| -- | ------------------- | ----- | ----------------- | -------------------- |
| 1  | Welinton Oppenkoski | O     | 28 marzo 2000     | Brasile              |
| 3  | Pedro Sousa         | P     | 6 agosto 2004     | Brasile              |
| 4  | Otávio Pinto        | C     | 27 febbraio 1991  | Brasile              |
| 5  | Nicolás Uriarte     | P     | 21 marzo 1990     | Argentina            |
| 6  | Guilherme Rech      | C     | 5 gennaio 2001    | Brasile              |
| 7  | Lucas Silva         | L     | 28 settembre 1999 | Brasile              |
| 8  | Wallace de Souza    | O     | 26 giugno 1987    | Brasile              |
| 10 | Cledenílson Batista | C     | 9 giugno 1998     | Brasile              |
| 11 | Rodrigo Leão        | S     | 5 giugno 1996     | Brasile              |
| 12 | Rodrigo Rodrigues   | P     | 13 febbraio 1986  | Brasile              |
| 15 | Gabriel Vaccari     | S     | 25 dicembre 1996  | Brasile              |
| 16 | Lucas Saatkamp      | C     | 6 marzo 1986      | Brasile              |
| 17 | Alexandre Elias     | L     | 30 settembre 1997 | Brasile              |
| 18 | Carlos de Castro    | S     | 27 febbraio 2004  | Brasile              |
| 19 | Miguel Ángel López  | S     | 25 marzo 1997     | Cuba                 |
| 22 | Juan Velasco        | C     | 2 giugno 2005     | Colombia             |

## Mercato
| Acquisti | Acquisti        | Acquisti | Acquisti   |
| R.       | Nome            | da       | Modalità   |
| -------- | --------------- | -------- | ---------- |
| L        | Alexandre Elias | BVC      | definitivo |
| C        | Guilherme Rech  | ABCD     | definitivo |
| L        | Lucas Silva     | ABCD     | definitivo |
| P        | Pedro Sousa     | ABCD     | definitivo |

| Cessioni | Cessioni           | Cessioni       | Cessioni   |
| R.       | Nome               | a              | Modalità   |
| -------- | ------------------ | -------------- | ---------- |
| L        | Lucas Bauer        | -              | ritirato   |
| C        | Guilherme da Silva | Vôlei Mania    | definitivo |
| L        | Lucas de Deus      | BVC            | definitivo |
| P        | Ramon Duarte       | Instituto CUCA | definitivo |
| C        | Gregori Gato       | Vôlei Mania    | definitivo |

## Risultati

### Superliga Série A

#### Girone di andata
| 1ª giornata - 29 novembre 2023 Ginásio do Riacho, Belo Horizonte  | Sada              | 3 - 0 | Academia do Vôlei | 25-20, 25-23, 25-19               |
| 2ª giornata - 18 novembre 2023 Centreventos Cau Hansen, Joinville | Norte Catarinense | 1 - 3 | Sada              | 20-25, 14-25, 25-17, 23-25        |
| 3ª giornata - 26 novembre 2023 Ginásio do Riacho, Belo Horizonte  | Sada              | 3 - 0 | AEESB             | 25-15, 25-18, 25-19               |
| 4ª giornata - 23 novembre 2023 Ginásio Ponte Grande, Guarulhos    | Índios Guarus     | 0 - 3 | Sada              | 18-25, 18-25, 21-25               |
| 5ª giornata - 21 dicembre 2023 Ginásio do Riacho, Belo Horizonte  | Sada              | 3 - 0 | Minas             | 25-14, 25-23, 25-21               |
| 6ª giornata - 16 novembre 2023 Ginásio do Riacho, Belo Horizonte  | Sada              | 3 - 0 | Sesi              | 25-19, 25-22, 25-20               |
| 7ª giornata - 17 dicembre 2023 Ginásio do Riacho, Belo Horizonte  | Sada              | 3 - 0 | BVC               | 25-19, 25-15, 25-17               |
| 8ª giornata - 23 dicembre 2023 Ginásio do Riacho, Belo Horizonte  | Sada              | 3 - 0 | ABCD              | 25-21, 25-21, 25-20               |
| 9ª giornata - 7 gennaio 2024 Arena Suzano, Suzano                 | Suzano            | 2 - 3 | Sada              | 25-18, 23-25, 29-27, 21-25, 9-15  |
| 10ª giornata - 12 gennaio 2024 Ginásio do Riacho, Belo Horizonte  | Sada              | 2 - 3 | Amigos do Vôlei   | 15-25, 25-18, 25-20, 15-25, 12-15 |
| 11ª giornata - 16 gennaio 2024 Ginásio do Riacho, Belo Horizonte  | Sada              | 3 - 0 | APAN              | 25-18, 25-22, 25-12               |

#### Girone di ritorno
| 12ª giornata - 20 gennaio 2024 Ginásio Poliesportivo Raul Belém, Uberlândia    | Academia do Vôlei | 1 - 3 | Sada              | 22-25, 18-25, 25-19, 17-25        |
| 13ª giornata - 27 gennaio 2024 Ginásio do Riacho, Belo Horizonte               | Sada              | 3 - 0 | Norte Catarinense | 25-18, 25-22, 25-22               |
| 14ª giornata - 2 febbraio 2024 Ginásio Municipal Tancredo Neves, Montes Claros | AEESB             | 0 - 3 | Sada              | 21-25, 19-25, 16-25               |
| 15ª giornata - 10 febbraio 2024 Ginásio do Riacho, Belo Horizonte              | Sada              | 3 - 0 | Índios Guarus     | 25-18, 25-21, 25-21               |
| 16ª giornata - 20 febbraio 2024 Arena Juscelino Kubitschek, Belo Horizonte     | Minas             | 0 - 3 | Sada              | 23-25, 21-25, 21-25               |
| 17ª giornata - 25 febbraio 2024 Ginásio Paulo Skaf, Bauru                      | Sesi              | 0 - 3 | Sada              | 17-25, 25-27, 21-25               |
| 18ª giornata - 2 marzo 2024 Ginásio do Taquaral, Campinas                      | BVC               | 0 - 3 | Sada              | 16-25, 29-31, 15-25               |
| 19ª giornata - 5 marzo 2024 Ginásio General Mário Brum, Uberlândia             | ABCD              | 0 - 3 | Sada              | 20-25, 16-25, 19-25               |
| 20ª giornata - 16 marzo 2024 Ginásio do Riacho, Belo Horizonte                 | Sada              | 3 - 2 | Suzano            | 25-20, 24-26, 23-25, 25-15, 15-11 |
| 21ª giornata - 22 marzo 2024 Farma Conde Arena, São José dos Campos            | Amigos do Vôlei   | 0 - 3 | Sada              | 19-25, 29-31, 23-25               |
| 22ª giornata - 27 marzo 2024 Ginásio Sebastião Cruz, Blumenau                  | APAN              | 0 - 3 | Sada              | 22-25, 18-25, 27-29               |

#### Play-off scudetto
| Quarti di finale (gara 1) - 31 marzo 2024 Ginásio do Riacho, Belo Horizonte | Sada | 0 - 3 | BVC  | 19-25, 25-27, 22-25               |
| Quarti di finale (gara 2) - 4 aprile 2024 Ginásio do Taquaral, Campinas     | BVC  | 1 - 3 | Sada | 17-25, 27-25, 31-33, 21-25        |
| Quarti di finale (gara 3) - 9 aprile 2024 Ginásio do Riacho, Belo Horizonte | Sada | 2 - 3 | BVC  | 25-19, 20-25, 25-18, 19-25, 13-15 |

### Coppa del Brasile
| Quarti di finale - 25 gennaio 2024 Ginásio Poliesportivo do Riacho, Contagem | Sada          | 3 - 1 | Norte Catarinense | 23-25, 25-22, 25-23, 25-19 |
| Semifinale - 9 marzo 2024 Arena Multiuso, São José                           | Sada          | 3 - 0 | Sesi              | 25-16, 25-19, 25-21        |
| Finale - 10 marzo 2024 Arena Multiuso, São José                              | Índios Guarus | 0 - 3 | Sada              | 23-25, 18-25, 17-25        |

### Supercoppa brasiliana
| Finale - 9 novembre 2023 Arena Hall, Belo Horizonte | Sada | 2 - 3 | Amigos do Vôlei | 24-26, 25-23, 20-25, 25-20, 13-15 |

### Campionato mondiale

#### Fase a gironi
| 2ª giornata - 7 dicembre 2023 Koramangala Indoor Stadium, Bangalore | Sada     | 3 - 2 | Suntory Sunbirds | 25-21, 31-29, 28-30, 22-25, 15-12 |
| 3ª giornata - 8 dicembre 2023 Koramangala Indoor Stadium, Bangalore | Halkbank | 3 - 0 | Sada             | 26-24, 25-18, 28-26               |

### Campionato sudamericano

#### Fase a gironi
| 1ª giornata - 12 febbraio 2024 Ginásio Sebastião Cruz, Blumenau | Sada | 3 - 0 | Olympic  | 25-9, 25-13, 25-15  |
| 2ª giornata - 13 febbraio 2024 Ginásio Sebastião Cruz, Blumenau | Sada | 3 - 0 | Monteros | 25-18, 25-10, 25-18 |

#### Fase finale
| Semifinale - 15 febbraio 2024 Ginásio Sebastião Cruz, Blumenau | Sada | 3 - 0 | APAN   | 25-18, 25-19, 25-15 |
| Finale - 16 febbraio 2024 Ginásio Sebastião Cruz, Blumenau     | Sada | 3 - 0 | Ciudad | 25-16, 25-11, 25-13 |

## Statistiche

### Statistiche di squadra
| Competizione            | Punti | In casa | In casa | In casa | In trasferta | In trasferta | In trasferta | Totale | Totale | Totale |
| Competizione            | Punti | G       | V       | P       | G            | V            | P            | G      | V      | P      |
| ----------------------- | ----- | ------- | ------- | ------- | ------------ | ------------ | ------------ | ------ | ------ | ------ |
| Superliga Série A       | 62    | 13      | 10      | 3       | 12           | 12           | 0            | 25     | 22     | 3      |
| Coppa del Brasile       | -     | 1       | 1       | 0       | 0            | 0            | 0            | 3      | 3      | 0      |
| Supercoppa brasiliana   | -     | -       | -       | -       | -            | -            | -            | 1      | 0      | 1      |
| Campionato mondiale     | 2     | -       | -       | -       | -            | -            | -            | 2      | 1      | 1      |
| Campionato sudamericano | 6     | -       | -       | -       | -            | -            | -            | 4      | 4      | 0      |
| Totale                  | -     | 14      | 11      | 3       | 12           | 12           | 0            | 35     | 30     | 5      |

### Statistiche dei giocatori
| Giocatore     | Superliga Série A | Superliga Série A | Superliga Série A | Superliga Série A | Superliga Série A | Campionato mondiale | Campionato mondiale | Campionato mondiale | Campionato mondiale | Campionato mondiale | Campionato sudamericano | Campionato sudamericano | Campionato sudamericano | Campionato sudamericano | Campionato sudamericano |
| Giocatore     | P                 | PT                | AV                | MV                | BV                | P                   | PT                  | AV                  | MV                  | BV                  | P                       | PT                      | AV                      | MV                      | BV                      |
| ------------- | ----------------- | ----------------- | ----------------- | ----------------- | ----------------- | ------------------- | ------------------- | ------------------- | ------------------- | ------------------- | ----------------------- | ----------------------- | ----------------------- | ----------------------- | ----------------------- |
| C. Batista    | 21                | 145               | 101               | 31                | 13                | 2                   | 15                  | 12                  | 3                   | 0                   | 4                       | 25                      | 17                      | 7                       | 1                       |
| C. de Castro  | 1                 | 9                 | 7                 | 0                 | 2                 | 0                   | 0                   | 0                   | 0                   | 0                   | 1                       | 4                       | 3                       | 0                       | 1                       |
| W. de Souza   | 24                | 333               | 293               | 22                | 18                | 2                   | 30                  | 27                  | 3                   | 0                   | 4                       | 44                      | 33                      | 3                       | 8                       |
| A. Elias      | 23                | 0                 | 0                 | 0                 | 0                 | 2                   | 0                   | 0                   | 0                   | 0                   | 4                       | 0                       | 0                       | 0                       | 0                       |
| R. Leão       | 19                | 174               | 142               | 15                | 17                | 2                   | 1                   | 0                   | 1                   | 0                   | 1                       | 8                       | 3                       | 1                       | 4                       |
| M.Á. López    | 23                | 313               | 270               | 9                 | 34                | 2                   | 43                  | 39                  | 2                   | 2                   | 4                       | 41                      | 32                      | 2                       | 7                       |
| W. Oppenkoski | 21                | 35                | 30                | 3                 | 2                 | 2                   | 2                   | 2                   | 0                   | 0                   | 3                       | 7                       | 7                       | 0                       | 0                       |
| O. Pinto      | 21                | 140               | 84                | 38                | 18                | 1                   | 1                   | 1                   | 0                   | 0                   | 4                       | 29                      | 17                      | 8                       | 4                       |
| G. Rech       | 9                 | 25                | 17                | 4                 | 4                 | 1                   | 0                   | 0                   | 0                   | 0                   | 1                       | 4                       | 4                       | 0                       | 0                       |
| R. Rodrigues  | 17                | 6                 | 2                 | 2                 | 2                 | 2                   | 12                  | 12                  | 0                   | 0                   | 3                       | 3                       | 1                       | 1                       | 1                       |
| L. Saatkamp   | 17                | 87                | 57                | 21                | 9                 | 2                   | 14                  | 9                   | 4                   | 1                   | -                       | -                       | -                       | -                       | -                       |
| L. Silva      | 6                 | 0                 | 0                 | 0                 | 0                 | 0                   | 0                   | 0                   | 0                   | 0                   | 1                       | 0                       | 0                       | 0                       | 0                       |
| P. Sousa      | 0                 | 0                 | 0                 | 0                 | 0                 | -                   | -                   | -                   | -                   | -                   | -                       | -                       | -                       | -                       | -                       |
| N. Uriarte    | 23                | 48                | 14                | 24                | 10                | 2                   | 3                   | 1                   | 2                   | 0                   | 4                       | 7                       | 2                       | 1                       | 4                       |
| G. Vaccari    | 15                | 116               | 103               | 10                | 3                 | 1                   | 0                   | 0                   | 0                   | 0                   | 4                       | 33                      | 26                      | 4                       | 3                       |
| J. Velasco    | -                 | -                 | -                 | -                 | -                 | -                   | -                   | -                   | -                   | -                   | 1                       | 2                       | 1                       | 0                       | 1                       |

P = presenze; PT = punti totali; AV = attacchi vincenti; MV = muri vincenti; BV = battute vincenti

NB: Non sono disponibili i dati relativi alla Coppa del Brasile, alla Supercoppa brasiliana e, di conseguenza, quelli totali.